# Uwe Lüchau
Uwe Lüchau (* 28. Oktober 1937; † 3. Oktober 2018) war ein deutscher Fußballspieler. Der Offensiv- wie auch Defensivspieler hat im damaligen WM-System von 1958 bis 1963 in der erstklassigen Fußball-Oberliga Nord für Altona 93 124 Ligaspiele absolviert und 28 Tore erzielt.

## Karriere

### Anfänge im Amateurbereich, bis 1958
Das erste Ausrufezeichen setzte der kraftvolle und torgefährliche Angreifer Uwe Lüchau in der Saison 1956/57 mit seinem Verein TSV Uetersen in der Amateurliga Hamburg. Mit dem TSV, aus der westlich von Hamburg gelegenen Rosenstadt, gewann er mit 50:10 Punkten unter Trainer Georg Burmester die Hamburger Meisterschaft und holte sich dabei auch mit 31 Treffern die Torschützenkrone. In der Aufstiegsrunde zur Oberliga Nord scheiterte der junge Angreifer mit den Rot-Weißen dann aber an Phönix Lübeck. Als der Titelverteidiger 1957/58 auf dem 3. Rang landete, wiederholte Lüchau mit 24 Toren den Erfolg beim Kampf um die Torschützenkrone. Er verwies Peter Wulf von den Amateuren des Hamburger SV mit 21 Toren auf den 2. Rang. Zur Runde 1958/59 nahm er das Vertragsangebot von Altona 93 aus der Oberliga Nord an und wechselte nach Altona.

### Oberliga Nord, 1958 bis 1963
Beim AFC aus Bahrenfeld debütierte die Torjägerhoffnung aus Uetersen am 17. August 1958 unter Trainer Heinz Spundflasche in der Ligaelf der Schwarz-Weiß-Roten in der heimischen Adolf-Jäger-Kampfbahn beim Spiel gegen Werder Bremen in der Oberliga Nord. In einem furiosen Rundenauftakt überfährt der AFC in Bahrenfeld Bremen vor 6.000 Zuschauern mit 4:0 und Lüchau erzielte zu seinem Einstand drei Tore. In der Presse wurde festgehalten: „Hamburgs Fußballfreunde dürfen sich freuen. An der Elbe gibt es jetzt einen zweiten Uwe mit Dynamit in den Beinen. Nicht nur, dass Lüchau drei Volltreffer erzielte, sondern er konnte mit einem halben Dutzend weiterer Scharfschüsse, die nur knapp ihr Ziel verfehlten, Sonderbeifall einheimsen.“ Mit den Angriffskollegen Werner Goike, Gerhard Göhrke, Werner Erb und Horst Wendlandt bestritt der Neuzugang aus Uetersen als Mittelstürmer sein erstes Oberligaspiel für Altona. Am Rundenende belegte Altona mit 32:28 Punkten den 8. Rang und Lüchau hatte in 28 Ligaspielen 13 Tore erzielt. Als der AFC am 9. Spieltag, den 19. Oktober 1958, mit einem 3:2-Heimerfolg – ein Tor erzielte Mittelstürmer Lüchau – gegen Eintracht Braunschweig sich durchgesetzt hatte, führten sie mit 16:2 Punkten die Tabelle an. Nach dem mit 1:3 verlorenen Spiel am 7. Dezember 1958 beim Tabellenführer Hamburger SV, wo der AFC vor über 22.000 Besuchern hartnäckigen Widerstand geleistet hatte, urteilte Herbergers Assistent Georg Gawliczek: „Ein wirklich großartiges Spiel, ungeheuer stark der Kampfeswille, vor allem auch spielerisch großartige Momente, die die Bezeichnung Spitzenspiel mehr als rechtfertigten. Die Altonaer haben hervorragend gespielt. Ich kann verstehen, dass sie mit solcher Leistung lange Wochen an der Spitze lagen. Allen voran Seitenläufer Müller, aber auch Lüchau und Göhrke als Verbinder beeindruckten mich sehr, und nicht zu vergessen Lorkowski im Tor.“
In seinem zweiten Jahr in Altona, 1959/60, kam Lüchau infolge Verletzungspausen nur zu 16 Einsätzen, in denen er vier Tore erzielte. Darunter war am 3. Januar 1960 der 1:0-Auswärtserfolg bei Hannover 96. Das Tor des Tages fiel kurz nach der Pause durch einen 30-m-Freistoß, den Lüchau hoch ins entlegene Toreck schoss. Das letzte Rundenspiel bestritt er am 7. Februar 1960 bei einer 0:1-Heimniederlage gegen den VfR Neumünster. In seiner dritten Oberligarunde, 1960/61, gehörte er mit 28 Ligaeinsätzen wieder der Stammbesetzung an, jetzt aber als Verteidiger. Mit Gerhard Göhrke bildete er ein kampfstarkes, zuverlässiges und auch die Offensive unterstützendes Verteidigerpaar und der AFC belegte unter Spundflasche-Nachfolger Kurt Krause, den 6. Rang.
Die Saison 1961/62 eröffnete der AFC im Norddeutschen Pokal mit einem Paukenschlag: Am 25. Juli 1961 setzten sich die Mannen aus Bahrenfeld mit einem 2:1-Auswärtserfolg beim Hamburger SV in der 3. Runde durch und waren damit für die Hauptrunde um den DFB-Pokal qualifiziert. Lüchau und Göhrke verteidigten, Karl-Heinz Pape, Helmut Schmuck, Heinz Nagorsen, Heiko Kurth und Wendlandt spielten im Angriff und Lüchau gelang in der 52. Minute der Siegtreffer zum 2:1 gegen den HSV, der ohne Uwe Seeler angetreten war. Der Start in die Oberligarunde geriet anschließend mit 1:9 Punkten aber klar daneben. Dazu kam auch noch, dass sich beim 2:1-Heimerfolg am 15. Oktober 1961 das große Talent Harald Kluge einen doppelten Schienbeinbruch zuzog und damit sein viel zu frühes Karriereende einleitete. Insgesamt war die Serie von schweren Verletzungen überschattet, dabei stand auch Lüchau nach dem Duell gegen den ASV Bergedorf 85 am letzten Spieltag im Kalenderjahr 1961 im Fokus, als einerseits Werner Noormann sich einen Schien- und Wadenbeinbruch zuzog und andererseits mit Manfred Günther aufgrund Löchau ein weiterer Spieler einen Krankenhausaufenthalt zu verzeichnen hatte.
Danach trug der AFC ein Freundschaftsspiel gegen den bolivianischen Meister Always Ready La Paz in Bahrenfeld aus. Das Besondere war das Mitwirken von Nationalstürmer Klaus Stürmer, welcher mit Genehmigung des HSV, bei dem er nur noch trainierte, und des NFV für den AFC beim 3:2-Erfolg spielte und zwei Tore erzielte. Mit Kurth bildete Stürmer ein starkes Halbstürmerpaar und die beiden Verbinder wurden durch die Spitzen Lüchau, Pape und Wendlandt ergänzt. Beim 2:2 am 14. Januar 1962 bei Bremerhaven 93 hatte Lüchau in der 90. Minute für den Ausgleichstreffer gesorgt. Altona landete auf dem 11. Rang und Lüchau hatte in 19 Einsätzen fünf Tore erzielt.
Im letzten Jahr der alten erstklassigen Oberliga Nord, 1962/63, setzte sich der sportliche Abwärtstrend bei Altona fort, bereits nach der Hinrunde belegte der AFC mit 8:22 Punkten den 15. Rang und beendete auch die Runde mit 22:38 Punkten als Vorletzter. Erstaunlicherweise hatten Lüchau und Kollegen am 3. Februar 1963 das letzte Oberligaspiel gegen den Hamburger SV mit 2:1 gewonnen. Lüchau stürmte dabei auf Schneeboden auf Linksaußen und Neuzugang Wolfgang Wellnitz und Pape hatten die zwei Treffer für den AFC erzielt. Sein letztes Oberligaspiel hatte Lüchau am 28. Spieltag, den 31. März 1963, bei einer 2:4-Heimniederlage gegen Werder Bremen bestritten. Mit Horst Wendlandt hatte er dabei das Verteidigerpaar gebildet und sich in erster Linie in den Duellen gegen Werder-Außenstürmer Gerhard Zebrowski beweisen müssen. Nach der Oberligarunde fand noch eine Aufstiegs-/Relegationsrunde zur neuen Regionalliga Nord zur Saison 1963/64 statt, woran sich auch Altona als Oberligavorletzter beteiligen musste. In der Staffel A erreichte der AFC vor Victoria Hamburg den 1. Rang und gehörte deshalb 1963/64 der neuen Zweitklassigkeit in der Regionalliga Nord an. Aber ohne Uwe Lüchau: Er kehrte nach 124 Oberligaeinsätzen mit 28 Toren für Altona im Sommer 1963 wieder zu seinem Heimatverein TSV Uetersen zurück, dessen Spielertrainer er werden sollte.

### Wieder in Uetersen
Zuerst machte er sich noch als Aktiver um den TSV verdient, insbesondere als er 14 Tore zum Erreichen der Vizemeisterschaft 1964/65 in der Landesliga Hamburg beisteuerte. In der Aufstiegsrunde zur Regionalliga Nord reichte es hinter dem Aufsteiger Itzehoer SV zum zweiten Platz. Insgesamt wird er in der Landesliga mit 48 Treffern statistisch geführt. Ab 1966 übte Lüchau dann ehrenamtliche Tätigkeiten bei seinem Verein aus: Er begann als Jugendtrainer, wurde dann Spartenleiter und führte ab 2003 bis 2015 als Vorsitzender den Verein. Daneben hatte er sich aber auch um ältere Bürger verdient gemacht und gründete zum Beispiel das „Seniorennetzwerk Uetersen“.
Als Fußballtrainer war er beim TSV Uetersen und Union Tornesch tätig gewesen.
Im Oktober 2018 ist Uwe Lüchau bei einem Verkehrsunfall ums Leben gekommen.